# Riblja čorba

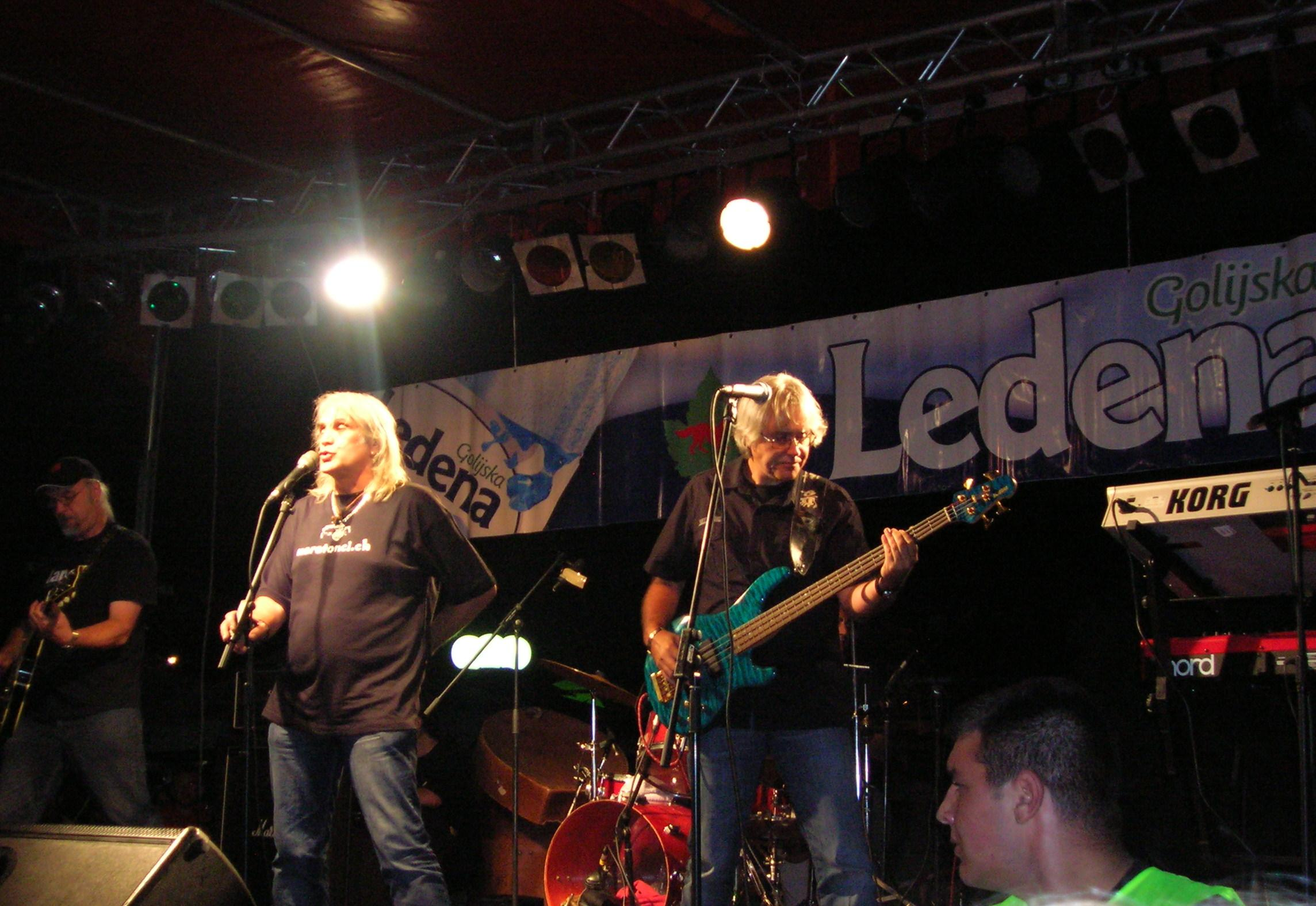
Riblja čorba in Sokobanja (2008)

Riblja čorba (deutsche Übersetzung: Fischsuppe; Im Belgrader Slang stand der Ausdruck in den 1980er Jahren für Menstruation) ist eine serbische und ehemals jugoslawische Rockband.

## Geschichte
Gegründet wurde die Band am 15. August 1978 von Bora Đorđević (Gesang), Miša Aleksić (Bass), Miroslav Milatović (Schlagzeug) und Rajko Kojić (Gitarre). Ein Jahr später stieß Momčilo Bajagić Bajaga zu der Band. Die Band wurde schon in kurzer Zeit eine der bekanntesten Bands im ehemaligen Jugoslawien. Ihr erstes Album Kost u grlu (Gräte im Hals) wurde 1979 aufgenommen und ca. 120.000-mal verkauft.
Zu einem traurigen Zwischenfall kam es 1982 in Zagreb bei einem Konzert mit dem Titel Ko preživi - pričaće (Wer überlebt, wird davon erzählen). In einer für 10.000 Personen ausgelegten Halle waren 15.000 Zuschauer gekommen. Am Ende des Konzerts wurde im Gewühl die 14-jährige Željka Marković totgetrampelt. Eines ihrer größten Konzerte fand am 10. März 2007 in der Beogradska Arena statt. 1984 trennte sich die Band von Rajko Kojić und Momčilo Bajagić Bajaga.
2004 wurde Bora Đorđević als Mitglied der Demokratischen Partei Serbiens zum Assistenten des Kultusministers ernannt.

## Diskografie
Studioalben
- 1979. Kost u grlu (PGP RTB)

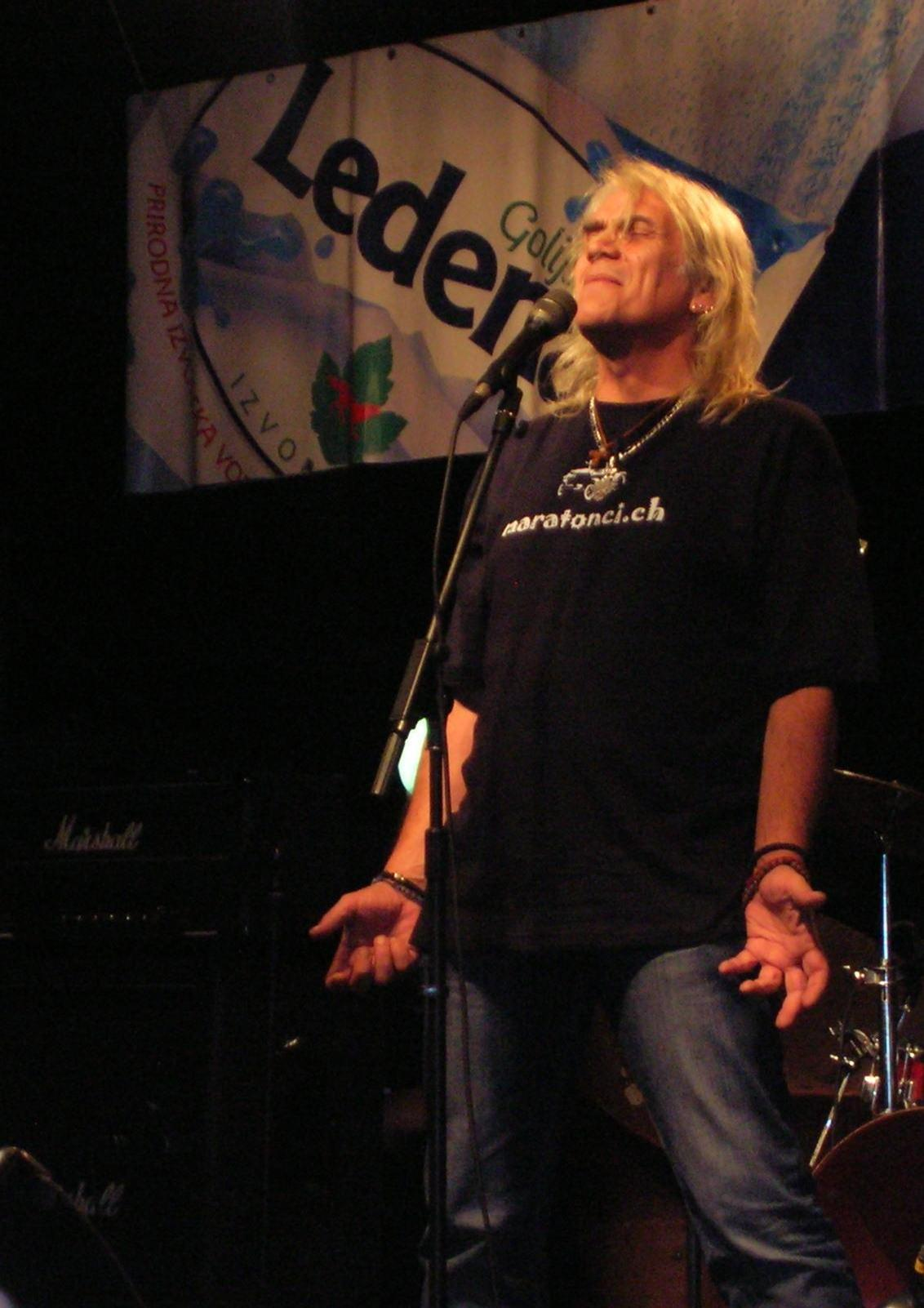
Bora Đorđević (2008)

- 1981. Pokvarena mašta i prljave strasti (PGP RTB)
- 1981. Mrtva priroda (PGP RTB)
- 1982. Buvlja pijaca (PGP RTB)
- 1984. Veceras vas zabavljaju muzicari koji piju (Jugoton)
- 1985. Istina (PGP RTB)
- 1986. Osmi nervni slom (PGP RTB)
- 1987. Ujed za dušu (PGP RTB)
- 1988. Prica o ljubavi obicno ugnjavi (PGP RTB)
- 1990. Koza nostra (PGP RTB)
- 1992. Labudova pesma (Samy)
- 1993. Zbogom, Srbijo (WIT)
- 1996. Ostalo je cutanje (WIT)
- 1999. Nojeva Barka (Hi-Fi Centar)
- 2001. Pišanje uz vetar (Hi-Fi Centar)
- 2003. Ovde (Hi-Fi Centar)
- 2007. Trilogija (City Records)
- 2009. Minut sa njom (City Records)
- 2012. Uzbuna! (City Records)

Livealben
- 1982. U ime naroda (PGP RTB)
- 1985. Nema laži, nema prevare, uživo Zagreb (PGP RTS)
- 1988. Od Vardara pa do Triglava
- 1997. Beograd, uživo ’97-1 i 2 (Hi-Fi Centar)
- 2007. Gladijatori u BG Areni (City Records)
- 2010. Niko nema ovakve ljude (City Records)

Singles
- 1978. Lutka sa naslovne strane / On i njegov BMW (PGP RTB)
- 1979. Rokenrol za kucni savet / Valentino iz restorana (PGP RTB)
- 1980. Nazad u veliki prljavi grad / Mirno spavaj (PGP RTB)
- 1984. Kad hodas / Prica o Ziki Zivcu (PGP RTB)
- 1987. Nesrecnice, nije te sramota / Zašto kuce arlauce (PGP RTB)
- 2012. Uzbuna / Uzasno mi nedostaje (Fidbox)